# Língua fijiana
A língua fijiana (Na vosa vaka-Viti) é uma língua austronésia, do ramo pacífico central das línguas oceânicas, falada em Fiji. No final do século 20 estimava-se que a língua fosse falada por aproximadamente 366,000 fijianos como língua nativa ou segunda língua.
O fijiano padrão é uma variedade do fijiano oriental baseado no dialeto falado na ilha de Bau. Segundo a Constituição de 2013 de Fiji, o fijiano é, junto com o inglês e o hindi fijiano, as línguas oficiais do país, tendo como compulsório o seu ensino em escolas primárias.

## Etimologia
O nome nativo dado ao fijiano padrão é na vosa vaka-Viti. Na representa um artigo definido, vosa significa fala, enquanto que vaka-Viti é composto pela partícula vaka e por Viti, o nome nativo de Fiji; vaka, nesse contexto, significa algo como "no estilo de X" ou "à moda de X". Portanto, vaka-Viti significa, literalmente, "no estilo de Fiji" ou "fijiano".

## Distribuição
O sistema linguístico do fijiano constitui um continuum dialetal, no qual as variedades faladas em cada extremo não são mutualmente inteligíveis. A partir disso, em termos gerais, é considerada a existência de duas línguas distintas no arquipélago, o fijiano ocidental e o fijiano oriental, do qual a variedade falada na ilha de Bau é considerada como fijiano padrão. O fijiano de Bau foi escolhido como a variante padrão por questões pragmáticas: o chefe Cakobau da ilha de Bau unificou o arquipélago de Fiji, estabelecendo o reino de Fiji, governando como rei.
Em dialetos como o de Vanua Levu e Somosomo o fonema [k] sofre lenição, se tornando uma oclusiva glotal, [ʔ], como na palavra waka, que se torna wa'a. Já na variedade de Macuata, esse mesmo fenômeno ocorre com o fonema [t] com tamata se tornando  'ama'a . Em partes de Vanua Levu, o som [ⁿd] se torna [t], desse modo, palavras como ['βuⁿdi] "banana", se torna ['βuti]; ['ⁿduru] "joelho", se torna ['turu]; e [ⁿda'tou] "nós", se torna [ta'tou].
Já a diferença entre as variedades do fijiano ocidental e as do fijiano oriental é bastante representativa, como demonstrado na tabela abaixo:
| Português | Fijiano padrão | Fijiano ocidental |
| --------- | -------------- | ----------------- |
| Casa      | Vale           | Were, sui         |
| Fogo      | Buka           | Quia              |
| Vida      | Bula           | Cola              |
| Ódio      | Ceita          | Burasia           |
| Doente    | Baca           | Raraci            |
| Mau       | Ca             | Bura              |

## Fonologia

### Vogais
|            | Anterior | Central | Posterior |
| ---------- | -------- | ------- | --------- |
| Fechada    | i iː     |         | u uː      |
| Semiaberta | ɛ ɛː     |         | ɔ ɔː      |
| Aberta     |          | a aː    |           |

### Consoantes
|             |                | Bilabial | Labiodental | Dental | Alveolar | Pós-alveolar | Palatal | Velar | Glotal |
| ----------- | -------------- | -------- | ----------- | ------ | -------- | ------------ | ------- | ----- | ------ |
| Plosiva     | desvozeada     | (p)      |             |        | t        |              |         | k     |        |
| Plosiva     | pré-nasalizada | ᵐb       |             |        | ⁿd       |              |         | ᵑɡ    |        |
| Nasal       | Nasal          | m        |             |        | n        |              |         | ŋ     |        |
| Africada    | desvozeada     |          |             |        |          | (tʃ)         |         |       |        |
| Africada    | vozeada        |          |             |        |          | (ⁿdʒ)        |         |       |        |
| Fricativa   | desvozeada     |          | (f)         |        | s        |              |         |       | (h)    |
| Fricativa   | vozeada        | β        |             | ð      |          |              |         |       |        |
| Vibrante    | múltipla       |          |             |        | r        |              |         |       |        |
| Vibrante    | pré-nasalizada |          |             |        | ⁿdʳ      |              |         |       |        |
| Aproximante | Aproximante    | w        |             |        | l        |              | j       | w     |        |

Os fonemas [p], [f] e [tʃ] são fonemas presentes apenas em empréstimos. O mesmo pode ser dito dos fonemas [h] e [ⁿdʒ], que só se tornaram representados no alfabeto fijiano posteriormente.
Em certos dialetos do fijiano, como no dialeto de Boumaa ou no de Lakeba, o som de ti e di são palatalizados, se transformando, respectivamente, em [tʃi] e [ⁿdʒi]. Da mesma forma, em alguns dialetos como os de Boumaa, Cakaudrove, Vanua Levu e Taveuni o som de [k] no fijiano padrão se torna uma oclusiva glotal ([ʔ]).

### Fonotática
Uma sílaba no fijiano se organiza como (C)V(V), sendo C qualquer consoante e V uma vogal, sendo que VV pode ser uma vogal longa ou um ditongo.
As únicas palavras que contém consoantes e começam com uma vogal longa são empréstimos, como é o caso de āpolo "maçã" (do inglês "apple"). Palavras com consoantes não podem começar com um ditongo, enquanto existem palavras formadas apenas por uma vogal longa ou um ditongo, como ō "nuvem" ou au, marcador de sujeito na primeira pessoa do singular. Poucas palavras começam com vogais curtas; dessas, a vogal mais comum é u, seguida por o, i, a e e, respectivamente. Palavras com vogais curtas na última sílaba não possuem vogais longas na penúltima sílaba.
As vogais a, e e o seguidas de i e u e i seguido de u sempre constituirão ditongos, uma vez que /i/ > [j] e /u/ > [w] quando ocorrem depois de vogais. Já as sequências ua, oa, ea, ia, ui, ue, io e ao sempre constituirão duas sílabas diferentes. A combinação ae só existe enquanto interjeição. Por fim, as sequências uo, oe, eo e ie não ocorrem em instância alguma.

### Prosódia
No fijiano, a tonicidade se organiza em torno de um sistema de pitch-accent, no qual a sílaba tônica apresenta um tom mais alto que nas demais sílabas. A tonicidade principal recai sobre a penúltima mora. Palavras longas apresentam tonicidade secundária nas quartas e sextas moras contadas a partir do final da palavra. Uma sílaba bimoraica será tônica em sua totalidade. Dessa forma, vogais longas e ditongos sempre serão tônicos por conterem duas moras. A tonicidade de uma palavra pode variar com a inserção de sufixos.
Exemplos:
- Butá'o "Roubar";
- Caùravóu "Juventude";
- Bùta'ó-ca "Roubar-sufixo transitivo".[20]

## Ortografia
Desde os primeiros contatos com a língua fijiana, linguistas ocidentais desenvolveram diferentes sistemas de ortografia para o fijiano. O sistema que é empregado até os dias de hoje para escrever o fijiano foi desenvolvido pelos missionários metodistas David Cargill e William Cross em 1835, com poucas alterações até a atualidade. Baseados na ortografia então vigente do tonganês, e percebendo que no fijiano não são permitidos encontros consonantais, Cargill e Cross estabeleceram um sistema de uma letra para cada fonema, exceto com o dígrafo dr, que representa o som /ⁿdʳ/. O fijiano não distingue ortograficamente vogais curtas das vogais longas, distinção reservada para os gramáticos, que para a notação das vogais longas usam um mácron ou duplicam a letra da vogal.
Dessa forma, a ortografia do fijiano se consolidou como:
| Ortografia | Fonema | Aproximação no português   |
| ---------- | ------ | -------------------------- |
| B          | /ᵐb/   | mb em "âmbar"              |
| C          | /ð/    | th em "then", do inglês    |
| D          | /ⁿd/   | nd em "andar"              |
| DR         | /ⁿdʳ/  | ndr em "salamandra"        |
| F          | /f/    | f em "filho"               |
| G          | /ŋ/    | n em "flamingo"            |
| H          | /h/    | r em "rato"                |
| J          | /tʃ/   | ch em "Che Guevara"        |
| K          | /k/    | c em "camisa"              |
| L          | /l/    | l em "limpo"               |
| M          | /m/    | m em "mundo"               |
| N          | /n/    | n em "nome"                |
| P          | /p/    | p em "país"                |
| Q          | /ᵑɡ/   | ng em "manga"              |
| R          | /r/    | r em "perro", do espanhol  |
| S          | /s/    | s em "sono"                |
| T          | /t/    | t em "tatu"                |
| V          | /β/    | b soprando como se fosse f |
| W          | /w/    | l em "igual"               |
| Y          | /j/    | i em "iogurte"             |
| Z          | /ⁿdʒ/  | ndi em "indígena"          |

## Gramática

### Pronomes
O fijiano reconhece três pessoas gramaticais: a primeira pessoa, o falante; a segunda pessoa, o interlocutor; e a terceira pessoa, o referente. Ademais, a língua distingue quatro números: singular, em que se refere a somente uma coisa; dual, em que se refere a duas coisas; paucal, em que se refere a poucas coisas; e plural, em que se refere a muitas coisas. Não existe uma distinção fixa entre paucal e plural, a maneira com que se utilizam e diferenciam esses dois números varia de contexto. Além disso, a língua fijiana apresenta clusividade, isto é, a primeira pessoa apresenta uma distinção entre inclusiva, que inclui o interlocutor, e exclusiva, que não inclui o interlocutor.
| Pessoa | Pessoa   | Número   | Número   | Número     | Número  |
| Pessoa | Pessoa   | singular | dual     | paucal     | plural  |
| ------ | -------- | -------- | -------- | ---------- | ------- |
| 1INCL  | sujeito  |          | (e)daru  | ((e)da)tōū | (e)da   |
| 1INCL  | objeto   | kēdaru   | kedatōū  | keda       |         |
| 1INCL  | cardinal | kēdaru   | kedatōū  | keda       |         |
| 1EXCL  | sujeito  | āū       | kēīrāū   | kēītōū     | kēīmami |
| 1EXCL  | objeto   | āū       | kēīrāū   | kēītōū     | kēīmami |
| 1EXCL  | cardinal | yāū      | kēīrāū   | kēītōū     | kēīmami |
| 2      | sujeito  | o        | (o)drāū  | (o)dōū     | (o)nī   |
| 2      | objeto   | iko      | kemudrāū | kemudōū    | kemunī  |
| 2      | cardinal | iko      | kemudrāū | kemudōū    | kemunī  |
| 3      | sujeito  | e        | (e)rāū   | (e)ratōū   | (e)ra   |
| 3      | objeto   | a        | rāū      | iratōū     | ira     |
| 3      | cardinal | a        | (i)rāū   | (i)ratōū   | (i)ra   |

### Substantivos

#### Derivação
Existem, na língua fijiana, cinco prefixos que, quando adicionados à raiz de um tipo gramatical, originam uma palavra derivada de outro tipo. Estes são:
Vei-: Confere à palavra o sentido de coletivo. E.g.:
- Vei-koro "Toda vila".

- Vei-vale "Toda casa".

- Vei-kā "Muitas coisas".

Vaka-: Este prefixo é bastante versátil. Quando usado antes de um som velar, apresenta a forma vā-. Quando usado em um substantivo, pode derivar um advérbio, um verbo, ou até mesmo outro substantivo. Quando deriva um advérbio, involve geralmente nomes de localidades, substantivos que se referem a lugares e chefes. O afixo pode derivar um verbo intransitivo de um substantivo com um sentido como de "usar", "ter" ou "fazer". E.g.:
- Ilokoloko "almofada" → Vaka-ilokoloko "usar uma almofada".

- Kolī "cachorro" → Vaka-kolī "ter um cachorro".

- Ilavo "dinheiro" → Vaka-ilavo "ser rico".

I-: Ao ser adicionado a um verbo, o prefixo deriva um substantivo que descreve o instrumento, o lugar da atividade, o resultado da atividade ou a atividade em si. E.g.:
- Sele "cortar" → I-sele "faca.

- Cula "furar" → I-cula "agulha".

- Kaba "Subir superfície íngreme" → I-kabakaba "escada".

Dāū: Quando acoplado a uma raiz verbal, deriva um substantivo que significa algo como "mestre em X". E.g.:
- Dāū-siwa "Pescador exímio.

- Dāū-butako "Ladrão excelente".

Kai: Esse prefixo pode ser adicionado ao nome de qualquer localidade e derivar um substantivo comum que descreve alguém que vem daquele lugar. E.g.:
- Kai-Boumaa "pessoa de Boumaa".

- Kai-Toga "tonganês".

- Kai-Peritānia "britânico".[28]

#### Reduplicação
A maioria das raízes lexicais são dissílabos, se forem monossílabos, devem conter uma vogal longa ou um ditongo. As que contém mais sílabas as obtiveram através de processos de reduplicação e de composição de palavras.
Existem uma série de processes de reduplicação no fijiano, se aplicando a números, adjetivos e verbos. Algumas raízes existem apenas na forma reduplicada, sem um correspondente não-reduplicado, como é o caso de manumanu, "ave" ou "animal", e yanuyanu, "ilha". Mais frequentemente, existe o correspondente não-reduplicado, com o qual se estabelece uma relação semântica, como em wai, "água" ou "líquido" e waiwai, "óleo"; vula, "Lua" ou "mês" e vulavula, branco; Kilā, "saber" e kilakilā, "adivinhar".

#### Relações de posse
O fijiano permite a representação de uma miríade de relações de posse, cujo uso apropriado para cada contexto depende da natureza do possuidor e do possuído. Os substantivos, nesse contexto, se dividem em dois grupos: livres e subordinados, que, em linhas gerais, correspondem à posse alienável e inalienável descrita em outras línguas, isto é, os substantivos livres podem ser usados sem afixos que denotem posse, enquanto que os subordinados sempre conterão um sufixo de posse, como é o caso com partes do corpo e termos de parentesco.
Para representar a forma possessiva, são empregados dois morfemas, o primeiro representando o tipo de posse e o segundo representando pessoa, número e clusividade. Segue abaixo uma tabela com os marcadores de número, pessoa e clusividade do possuidor:
|            |            | Singular | Dual    | Paucal  | Plural |
| ---------- | ---------- | -------- | ------- | ------- | ------ |
| 1ª pessoa  | exclusivo  | -qu      | -irāū   | -itōū   | -imami |
| 1ª pessoa  | inclusivo  | -qu      | -daru   | -datōū  | -da    |
| 2ª pessoa  | 2ª pessoa  | -mu      | -mudrāū | -mudōū  | -munī  |
| 3ª perssoa | 3ª perssoa | -na      | -drāū   | -dratōū | -dra   |

Existem quatro marcadores possessivos alienáveis que representam o tipo de posse, sendo os três primeiros relacionados ao possuído e o último, ao possuidor. São estes:

Mē: Representa uma relação entre possuidor e possuído em que o último é uma entidade bebível. E.g.:
- Na me-na tī "o seu chá".

- Na me-na yakona "a sua kava".

Quando combinado ao i, permite que o substantivo próprio sirva de possuidor. E.g.:
- Na tī me-i Paula "O chá de Paula".

- Na ota me-i Pita "O ota de Pita".

Kē: Representa uma relação entre possuidor e possuído em que o último é uma entidade comestível. E.g.:
- Na ke-na yuvi "o seu inhame".

- Na ke-na raisi "o seu arroz".

Quando combinado ao i, permite que o substantivo próprio sirva de possuidor. E.g.:
- Na dalo ke-i Tōmasi "O taro de Tōmasi".

- Na uvi ke-i Mārika "O inhame de Mārika".

Nō: Representa uma relação entre possuidor e possuído em que o último não é uma entidade bebível nem comestível. E.g.:
- Na no-na waka "a sua canoa".

- Na ko-na motokā "o seu carro".

Quando combinado ao i, permite que o substantivo próprio sirva de possuidor, sendo ne-i a forma resultante. E.g.:
- Na vale ne-i Pita "a casa de Pita".

Ni: Uma frase ni é, em si, uma frase nominal, modificando um substantivo ao indicar uma relação entre dois substantivos. Além disso, são todas indefinidas. Pode indicar função ou estreitamento semântico. E.g.:
- Vale ni kana "restaurante" (literalmente, casa para comer).

- Duruduru ni liga "cotovelo" (literalmente, joelho do braço).[34]

### Verbos
No fijiano, o tempo verbal e o aspecto gramatical não são indicados através de flexão, mas através de clíticos.

#### Tempo
Existem dois marcadores de tempo no fijiano: ā, passado, e na, futuro. O marcador de passado precede os de aspecto, enquanto que o marcador de futuro sucede os de aspecto. Um exemplo do marcador ā em uma frase:

Erāū ā vēī-talanoa toka ko Pita kēī Meke
"Pita e Meke estavam contando histórias."

Quando o tempo já foi estabelecido, o marcador de passado se torna opcional.
Já um exemplo de marcador de futuro em uma frase seria:

Āū na lako nimataka
"Eu irei amanhã."

O na também marca uma ação/estado que o falante acredita que deveria acontecer, como por exemplo em:

O sā na kana oti
"Você já deveria ter comido."

#### Aspecto
O fijiano possui diversos marcadores de aspecto, alguns destes são:

Sā: Indica o contraste entre uma ação/estado do passado e do presente. E.g.:

Sā bula vinaka o Pita
"Pita está bem agora."
Se:  Indica o contraste entre uma ação/estado do presente e do futuro. E.g.:
Se bera ni lako māī o Pita
"Pita ainda não veio."
Qāī: Indica que a situação em que aparece faz parte de uma sequência. E.g.:
Ni sā oti oyā, sā qāī tuvu-laki kece sara na i-sulu ka ra vuso-laki yani
"Depois daquilo terminar, ela então bateu as roupas completamente até deixá-las ensaboadas."
Baci: Indica que a situação em que aparece ocorreu várias vezes antes. E.g.:
Oti na katalāū, sā baci kau-t-a tū ko Pita na ke-na i-vaka-siga-levu ki vale ni vuli
"Depois do desjejum, Pita levou mais uma vez seu almoço para a escola."
Dāū: Indica que uma situação ocorre regularmente. E.g.:
Na ivi e vua-t-a ni yabaki ka ni dāū vua gā vaka-dua e vēi-yabaki
"O ivi é uma fruta sazonal pois dá frutos uma única época do ano."
Tēī: Indica que a ação/estado é a primeira de uma sequência. Quando ocorre, o verbo é seguido por mada. E.g.:

Āū tēī kana mada, āū qūī lako
"Me deixe comer primeiro, e eu irei embora."
Vakarāū: Quando usado como verbo auxiliar, significa "prestes a". E.g.:
Eda sā na vakarāū galala
"Estamos prestes a ser livres."
Tekivū: Indica o início de uma ação/estado. E.g.:
sā tekivū taba-ki na i-Vola Tabu e na vosa vaka-Lakeba
"A Bíblia começou a ser impressa no dialeto de Lakeba."
Tini: Indica o fim de uma ação/estado. E.g.:
Na no-na vaka-sausa, e na tini vesu ki-na
"Ele acabará preso por causa de sua perturbação."
Rāīrāī: Indica que a ação/estado é possível ou aparente. E.g.:
Sa rāīrāī lako
"Ele aparentemente se foi."
Oti: Sucede um verbo para demonstrar sua conclusão. E.g.:
Sā davo oti na yavu
"A fundação foi estabelecida."
Tiko: Indica duração temporária de uma ação/estado. E.g.:
E lako tiko i Suva
"Ele está indo para Suva."
Toka: Indica duração incerta de uma ação/estado. E.g.:
Ratōū vēī-lewā-tak-a toka ka masumasu-tak-a me tāū māī na lewā vā-kalōū
"Eles discutiram por um tempo e rezaram para que chegasse uma decisão divina."

#### Transitividade
A maioria dos verbos no fijiano tem uma forma intransitiva, a raiz, e uma forma transitiva, que se obtém ao afixar Ca~Ci ou Cakina~Cakini, sendo C uma consoante cuja identidade é determinada pela raiz. Existem duas formas em que a forma intransitiva de um verbo se relaciona com a forma transitiva: Os verbos do tipo A, nos quais o sujeito intransitivo corresponde ao sujeito transitivo; e os verbos do tipo O, nos quais o sujeito intransitivo corresponde ao objeto transitivo.

Tipo A:
- E lako a marama "A mulher está indo."

- E lako-va a suka a marama "A mulher está indo atrás de açúcar."

Tipo O:
- E loki kaukamea yai "O metal está torto."

- E loki-a a kaukamea yai a cauravou "O jovem entortou o metal."[38]

### Sentença
Não é incomum encontrar no fijiano frases que sigam diferentes ordens de palavras, como SVO, OVS e VOS. No entanto, em termos gerais, a ordem mais comum na língua é VOS.

## Vocabulário

### Declaração Universal dos Direitos Humanos
Tikina e 1.
Era sucu ena galala na tamata yadua, era tautauvata ena nodra dokai kei na nodra dodonu. E tiko na nodra vakasama kei na nodra lewaeloma, sa dodonu mera veidokadokai ena yalo ni veitacini.
Artigo 1
Todos os seres humanos nascem livres e iguais em dignidade e direitos. São dotados de razão e consciência e devem agir em relação uns aos outros com espírito de fraternidade.

### Numerais
- Dua "um"

- Rua "dois"

- Tolu "três"

- Vā "quatro"

- Lima "cinco"

- Ono "seis"

- Vitu "sete"

- Walu "oito"

- Ciwa "nove"

- Tini "dez"

- Rua-sagavulu "vinte"

- Tolu-sagavulu "trinta"

- Dua a drau "cem"

- Rua a drau "duzentos"

- Tolu a drau "trezentos"

- Dua a udolu "mil"[42]

## Menções
- A língua fijiana foi assunto de um problema da North American Computational Linguistics Open competition (NACLO), no ano de 2018,[43] abordando as relações de posse na língua.